# Burasaia congesta
Burasaia congesta är en tvåhjärtbladig växtart som beskrevs av Joseph Decaisne. Burasaia congesta ingår i släktet Burasaia och familjen Menispermaceae. Inga underarter finns listade i Catalogue of Life.